# Boa constrictor
La boa constrictora (Boa constrictor) es una especie de serpiente grande de la familia Boidae que habita en América, principalmente en gran parte de la cuenca del Amazonas. Es la especie más ampliamente conocida y distribuida del género Boa.

## Nombres comunes
Su nombre común es principalmente "boa constrictora", aunque es también conocida como tragavenado en Venezuela, güío en Colombia, mantona en el Perú y mazacuata (del náhuatl ‘mazatl’ "venado" y ‘coatl’, "serpiente") en México, jiboia y lampalagua en América del Sur, en Ecuador también se le llama matacaballo. Además, en algunos estados mexicanos esta especie es conocida como limacoa, en el estado de Nayarit se le conoce como ilama y en el estado de Tabasco como sauyan.

## Subespecies

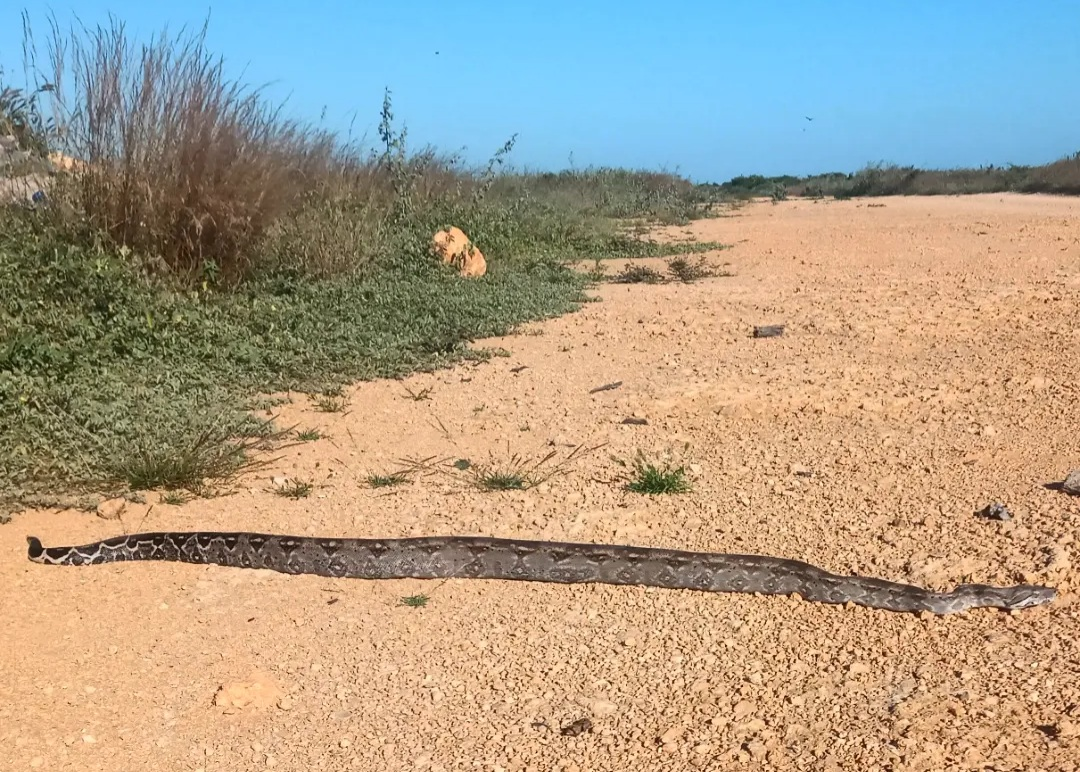
Variedad de Boa constrictor de la Península de Paraguaná, Venezuela.

Debido a la amplia extensión de terreno que ocupa, las poblaciones de la boa constrictora han adquirido determinadas características físicas específicas de cada región. Normalmente se suelen reconocer las siguientes ocho subespecies:
| Subespecies válidas     | Autor de taxón      | Nombre común                                       | Distribución                               |
| ----------------------- | ------------------- | -------------------------------------------------- | ------------------------------------------ |
| B. c. amarali           | Stull, 1932         | Boa de Amaral                                      | Brasil, Bolivia y Paraguay                 |
| B. c. constrictor       | Linnaeus, 1758      | Boa de cola roja                                   | Sudamérica                                 |
| B. c. imperator         | Daudin, 1803        | Boa común o Mazacuata                              | América Central y norte de América del Sur |
| B. c. longicauda        | Price & Russo, 1991 | Boa de Tumbes                                      | Noroeste de Perú y suroccidente de Ecuador |
| B. c. melanogaster      | Langhammer, 1983    | Boa de Ecuador                                     | Ecuador y norte de Perú                    |
| B. constrictor nebulosa | (Lazell, 1964)      | Boa de Dominica                                    | Dominica                                   |
| B. c. occidentalis      | Philippi, 1873      | Boa de las vizcacheras, lampalagua o boa argentina | Argentina, sudeste de Bolivia y Paraguay   |
| B. constrictor orophias | Linnaeus, 1758      | Boa de Santa Lucía                                 | Santa Lucía                                |

Otras especies pasaron a integrar la sinonimia de B. imperator; estas son:
- B. c. eques (Eydoux & Souleyet, 1842)
- B. c. isthmica (Garman 1883)
- B. c. mexicana (Jan 1863)
- B. c. ortonii Cope, 1878
- B. c. sabogae (Barbour, 1906)
- B. c. sigma Smith, 1943.[4]

La más grande es Boa constrictor, habiéndose encontrado especímenes de más de cuatro metros en estado salvaje y caracterizada por el rojo brillante de su cola.

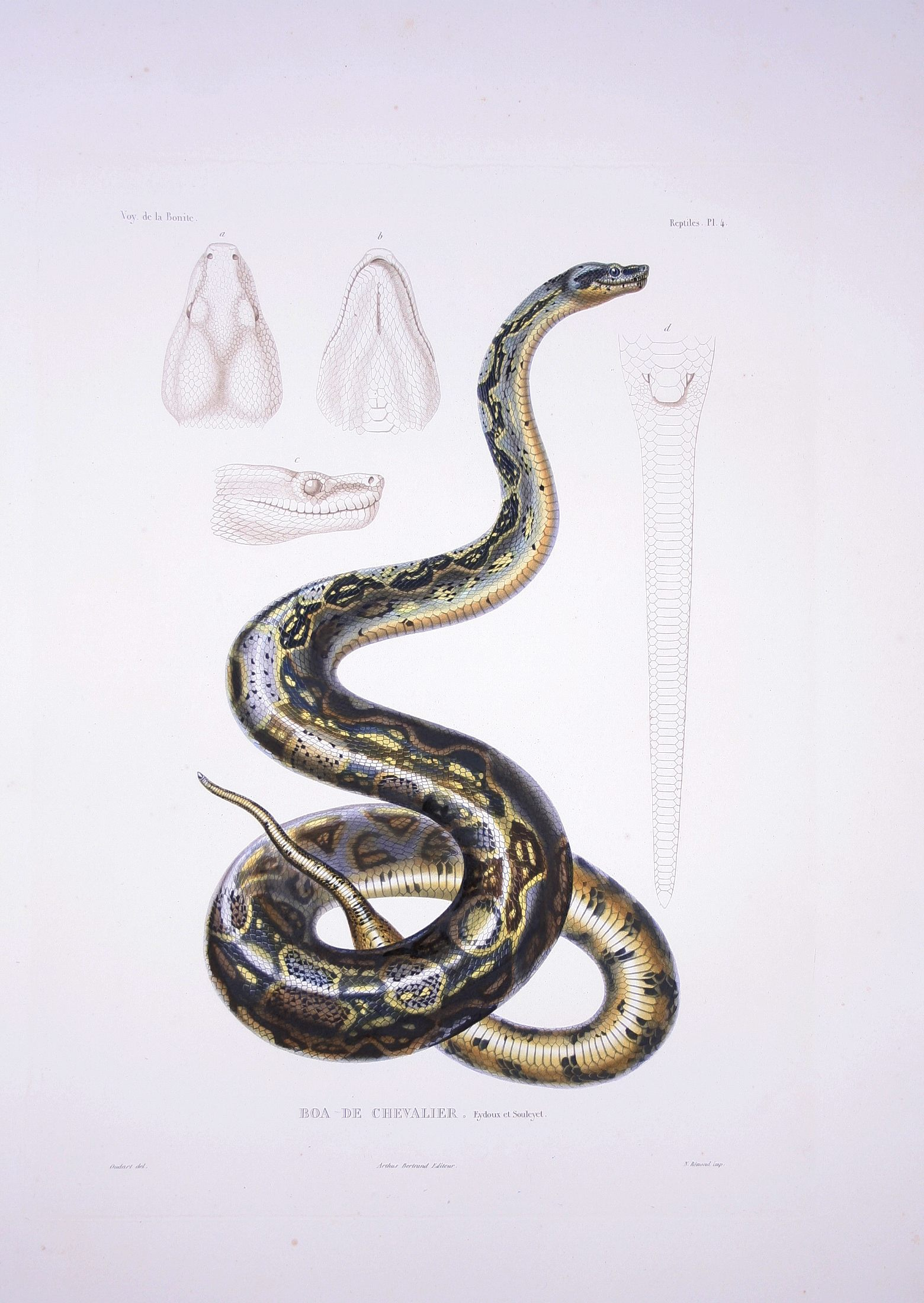
Ilustración de Boa constrictor eques (Eydoux & Souleyet 1842), sinónimo de B. c. imperator

## Descripción
Es la serpiente más larga y robusta de Sudamérica, mide hasta 5 m de longitud hocico-cloaca y se alimenta de roedores y ciervos, su peso puede rondar de 45 a 70 Kg. Su cabeza es ligeramente triangular en aspecto dorsal y distintiva del angosto cuello. Sus ojos son pequeños con pupilas elípticas. Su dorso bronceado o gris posee manchas cafés usualmente con manchas claras al interior. El dorso de la cabeza es color bronce o gris con una angosta línea obscura que se origina sobre el hocico y se extiende sobre el cuerpo. Una línea obscura originada en la parte lateral de la cabeza a escala de la nariz, pasa posteriormente a través de la mitad baja del ojo, hacia el ángulo de la mandíbula. 
Mide entre 0,5 y 4 m, dependiendo de la subespecie y el sexo del animal, siendo las hembras normalmente mayores que los machos. El mayor ejemplar en cautividad es una hembra de 5,5 m de Surinam que se encuentra en el Zoo de San Diego.
Presenta una atractiva coloración que consiste en superficies dorsales de tonos rojizos que quedan dentro de un fondo que puede ser blanco, rosado, marrón o dorado, dependiendo de la subespecie o los cruzamientos llevados a cabo en cautividad. Durante los días próximos a la muda adquieren una piel de color grisáceo poco vistosa y sus ojos se vuelven de color blanco cremoso.
En la naturaleza es raro que vivan más de veinte años, aunque en cautividad pueden alcanzar los treinta con relativa facilidad. En el Jardín Zoológico de Filadelfia se registró el caso de una Boa constrictor que llegó a vivir 40 años, 3 meses y 14 días.

## Comportamiento

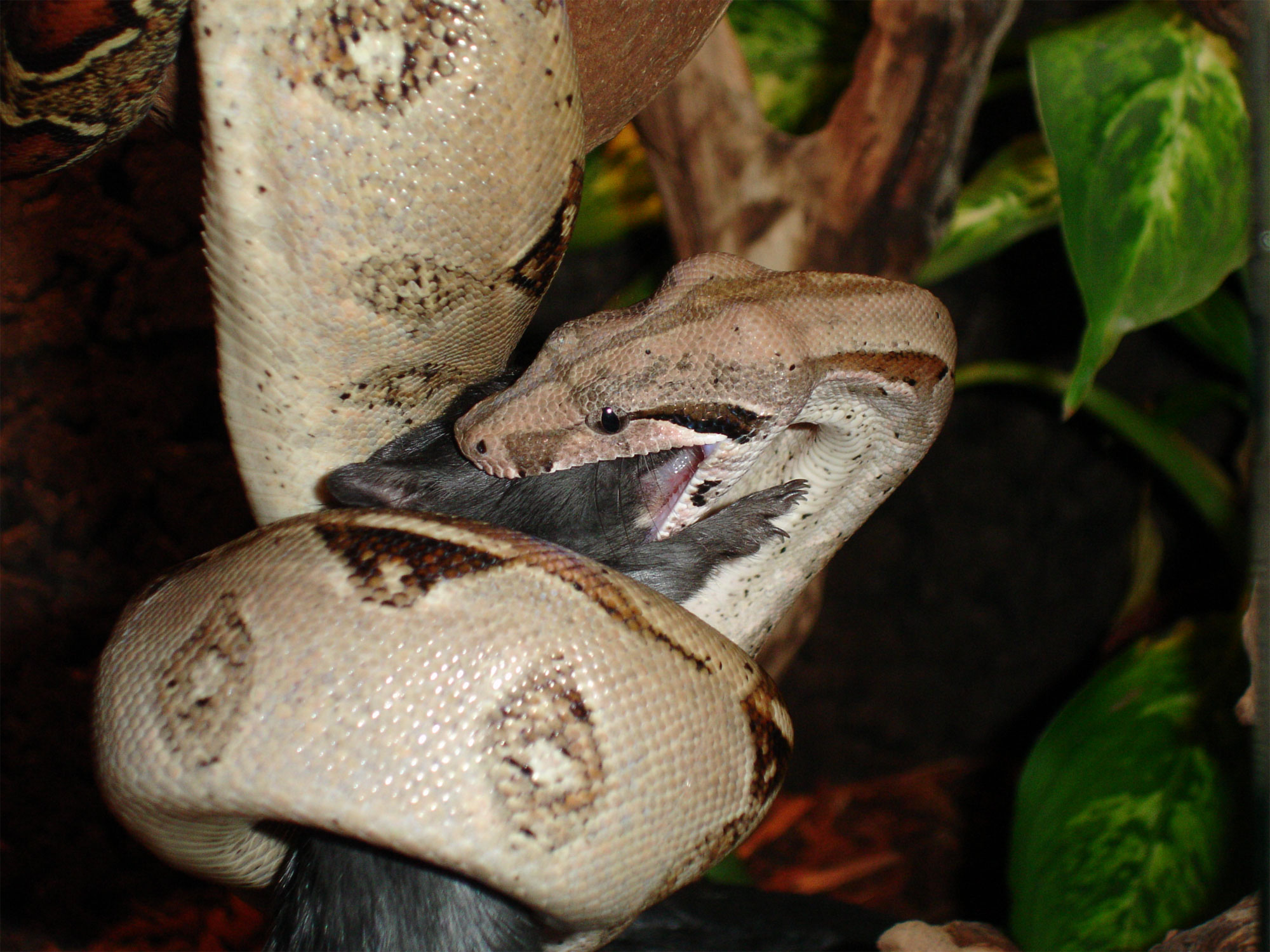
Boa constrictora alimentándose.

Es un animal solitario y nocturno. Pasa el día escondida entre las ramas de los árboles o en algún tronco y sale a cazar al caer la noche. Suele trepar a los árboles y tender desde allí emboscadas a sus presas. También baja al suelo con frecuencia en busca de agua y es buena nadadora.
Debido a su mala visión, depende de sus escamas termosensibles (fosetas labiales) para detectar a sus presas. Entre ellas se incluyen lagartos, pájaros de tamaño moderado, zarigüeyas, murciélagos, ratas y ardillas. Siente especial predilección por los murciélagos, a los que captura desde los árboles en pleno vuelo. Mata a sus presas mediante constricción hasta estrangularlas.

## Distribución geográfica
Su área de distribución comprende el continente americano, desde México hasta el centro de la Argentina. En México, esta boa habita a lo largo de las vertientes del Pacífico y del Golfo, en los estados del sur – sureste y en el centro del país. 
Vive en hábitats con poca cantidad de agua, como desiertos y sabanas, a la vez que se la puede encontrar en bosques húmedos y terrenos de cultivo. Es un reptil tanto terrestre como arbóreo. Se encuentra en gran cantidad de ambientes entre los 0 y 1,500 m s. n. m. El clima que coincide con el área de distribución de la especie varía substancialmente.

## Reproducción
Llegada la época de reproducción, la hembra comienza a segregar feromonas a través de su cloaca para atraer a los machos. La hembra adquiere una posición rígida característica mientras el macho se mueve lentamente a su alrededor, siempre atento a sus movimientos. Cuando la hembra se muestra receptiva, el macho comienza a pasar por encima de ella y a constreñirla suavemente. La hembra no ovulará hasta que no haya dado comienzo este cortejo.
Tras un largo periodo de cortejo, el macho introduce uno de sus dos hemipenes en la cloaca de la hembra y deposita su esperma. Tras la cópula la hembra intensifica su nivel de melanina, tomando un color más oscuro para absorber más calor. Durante la gestación la hembra cambiará de muda y tras cuatro meses dará a luz entre 20 y 60 crías vivas de entre 30 y 40  cm. Los recién nacidos normalmente no empezarán a comer hasta que hayan tenido su primera muda.

## Amenazas y conservación
El principal riesgo que corre esta especie es consecuencia de la explotación que se está dando gracias al comercio ilegal que se hace de ella. Los cambios de uso del suelo también representan un riesgo importante.
En los últimos años las boas constrictoras han ganado popularidad entre los amantes de las mascotas exóticas. Un problema que conllevan es el gran tamaño que llegan a alcanzar los animales adultos, especialmente la subespecie B. c. constrictor. En la comunidad autónoma de Canarias está prohibida la tenencia, según el Decreto 30/2018 de 5 de marzo, por el que se regula el régimen jurídico de la tenencia de animales potencialmente peligrosos.

## Taxonomía
Kluge (1991) trasladó los géneros Sanzinia y Acrantophis a Boa, basándose en una filogenia derivada de características morfológicas. Sin embargo, posteriormente se ha visto que estos géneros de Madagascar no forman un grupo monofilético con Boa constrictor, por lo que dicho traslado probablemente fue un error. En la actualidad la mayoría de los autores han vuelto a la utilización de Sanzinia y Acrantophis para las boas de Madagascar.
Para añadir aún más a la confusión de nombres, muchas especies de serpientes de la familia Boidae se conocen comúnmente como "boas" y todos también se sirven de constricción para matar sus presas. Además, se reconoce varias subespecies de B. constrictor, que a menudo tienen diferentes nombres comunes.
En el pasado, hubiera quedado así:
| Especie             | Autor de Taxón                | Subesp.* | Nombres comunes               | Distribución geográfica |
| ------------------- | ----------------------------- | -------- | ----------------------------- | --- |
| B. constrictorT     | Linnaeus, 1758                | 9        | Boa constrictora              | Desde el norte de México por América Central (Belice, Guatemala, Honduras, El Salvador, Nicaragua, Costa Rica y Panamá) hasta el centro del Cono Sur de Sudamérica alcanzando los 35°S (Colombia, Ecuador, Perú, Venezuela, Guyana, Suriname, Guyana francesa, Brasil, Bolivia, y Argentina. También en las Antillas Menores (Dominica y Santa Lucía), San Andrés, Providencia y otras islas del Caribe y de Sudamérica. |
| B. dumerili         | (Jan In Jan & Sordelli, 1860) | 0        | inglés: Duméril's boa         | Madagascar y Reunión. |
| B. madagascariensis | (Duméril & Bibron, 1844)      | 0        | inglés: Madagascar ground boa | Madagascar. |
| B. manditra         | Kluge, 1991                   | 0        | inglés: Madagascar tree boa   | Madagascar. |

*) Sin incluir las subespecies nominales.
T) especie tipo.
Hoy en día el género B. dumerili está como Acrantophis dumerili, bajo el género Acrantophis de la subfamilia Sanziniinae, B. madagascariensis está como Sanzinia madagascariensis, bajo el género Sanzinia de la subfamilia Sanziniinae y B. maditra como Sanzinia volontany (Boa Nosy Komba) bajo el género Sanzinia de la subfamilia Sanziniinae.